# Aspila acesias
Aspila acesias är en fjärilsart som beskrevs av Felder 1874. Aspila acesias ingår i släktet Aspila och familjen nattflyn. Inga underarter finns listade i Catalogue of Life.